# (33383) Edupuganti
1999 CV36 (asteroide 33383) é um asteroide da cintura principal. Possui uma excentricidade de 0.07745720 e uma inclinação de 6.35934º.
Este asteroide foi descoberto no dia 10 de fevereiro de 1999 por LINEAR em Socorro.